# Musine Kokalari
Musine Kokalari (Adana, 1917. február 10. – Rrëshen, 1983. augusztus 14.) albán író, politikai aktivista. Az irodalomtörténetírás az első albán írónőként tartja számon, 1941 és 1943 között három ígéretes elbeszéléskötete jelent meg. A második világháború utolsó éveiben szociáldemokrata aktivista volt, majd miután 1944 novemberében fivéreit a kommunista partizánok kivégezték, állhatatosan küzdött a gyilkosok felelősségre vonásáért. 1946-ban szabotázs és a néphatalom elleni szervezkedés vádjával börtönbüntetésre ítélték, 1961-es szabadulása után internáltként élte le hátra lévő éveit.

## Életútja

### Gyerekkora és tanulmányai
Szülei gjirokastrai származásúak voltak, apja tehetős ügyvéd volt. Musine Kokalari Anatólia déli részén, Adanában született. Három bátyja volt, köztük Hamit Kokalari (1909–1989) író, műfordító. Családja hároméves korában, 1920-ban költözött vissza Albániába. Már kislány korában magával ragadta az olvasás szeretete és a tudásszomj, különösen miután az 1930-as években egyik bátyja, Vesim könyvesboltot nyitott Tiranában, később pedig Mesagjeritë Shqiptare (’Albán Hírhozók’) néven könyvkiadót is alapított. Középiskolai tanulmányait Kokalari a tiranai Anyakirálynő Lányintézetben fejezte be. Ezt követően 1938 januárjában ösztöndíjjal Rómában, a La Sapienza Egyetemen kezdte meg felsőfokú irodalmi tanulmányait. Az egyetemet 1941-ben végezte el, diplomamunkájában a nagy albán nemzeti költő, Naim Frashëri (1846–1900) életművét dolgozta fel.

### A második világháborúban
Hazatérését követően az írásnak szentelte idejét, 1941 és 1944 között három elbeszéléskötete jelent meg. Bár korábban megfogadta, hogy érdeklődése ellenére a politikai életbe nem ártja bele magát, 1943-ban mégis közreműködött az Albán Szociáldemokrata Párt megalapításánál, majd részt vett a párt folyóirata, a Zëri i Lirisë (’A Szabadság Hangja’) szerkesztésében.
A második világháború végóráiban, 1944. november 12-én a kommunista partizánok két – politikailag egyébként passzív – fivérét, Mumtazt és Vesimet a tiranai Hotel Bristol alagsorában meggyilkolták, harmadik fivére, Hamit pedig csak a szerencsének köszönhette megmenekülését. Musine Kokalari ezt követően átvette a családi könyvesbolt vezetését, és állhatatosan azon munkálkodott, hogy a bátyjai haláláért felelősök az igazságszolgáltatás elé kerüljenek, és elnyerjék büntetésüket.

### Pere és számkivetettsége
Kokalari 1945. október 7-én az Albániai Írók és Művészek Szövetsége alapító tagja lett. Egy hónappal később, 1945 novemberében harmadmagával, Gjergj Kokoshival és Shaban Ballával együtt levélben felkeresték a világháborúban szövetséges államok kormányait, hogy a kommunista albán kormány által kiírt választás visszásságaira, a többpárti választás ellehetetlenítésére felhívják a figyelmüket.

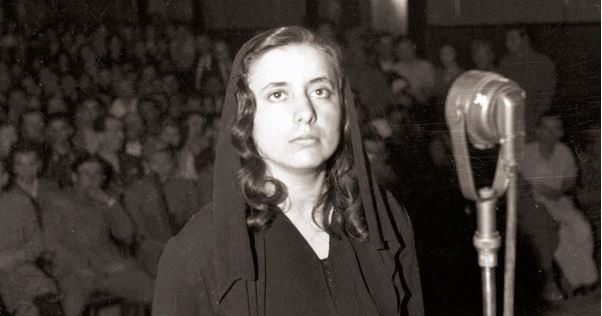
Kokalari az ellene folytatott per tárgyalásán (1946)

1946. január 17-én Kokalarit letartóztatták, majd az 1946. július 2-án záruló katonai bírósági perben szabotázs és a néphatalom elleni szövetkezés vádjával húszévi börtönbüntetésre ítélték. Élete következő tizenöt évét a hírhedt burreli börtönben töltötte, rabtársaitól elszigetelve, szoros felügyelet alatt, kitéve a durva és bárdolatlan őrök folyamatos zaklatásának. 1960-ban a Nemzetközi PEN Club harminc író és költő aláírásával követelte az albán kormánytól Kokalari szabadon engedését. A fáma szerint, amikor ezt közölték Hoxhával, a pártfőtitkár meglepődve kérdezett vissza: „Micsoda? Ezek szerint a kurva még életben van?”
Kokalari 1961 októberében, lelkileg és testileg megtörve szabadult ki börtönéből. A fiatalon tehetséges írónő soha többé egy sort sem publikálhatott, Rrëshen kisvárosába internálták, ahol főként utcaseprőként kereste kenyerét, de dolgozott építkezéseken és állami gazdaságokban is. Amikor rákos megbetegedést diagnosztizáltak nála, a szakszerű kezelést pártutasításra megtagadták tőle. Hatvanhat éves korában, teljes elszigeteltségben halt meg. Temetését az államrendőrség, a Sigurimi titokban, a nyilvánosság kizárásával bonyolította le, utolsó útjára a sírásókon kívül senki nem kísérte el.

## Írói munkássága
Római egyetemi évei során Kokalari Albániában ismeretlen pezsgő szellemi életben merülhetett el, aminek hatására elkötelezte magát az írás mellett, minden erejével íróvá akart válni. Első kötete huszonnégy éves korában, 1941-ben jelent meg Tiranában Siç më thotë nënua plakë (’Ahogy idős anyám mondta nekem’) címmel. A saját gjirokastrai dialektusában megírt nyolcvanoldalas kötet tíz rövidebb elbeszélést tartalmazott, amelyeken érezhető a toszk népi elbeszélőstílus hatása. Az elbeszélések fő témája a női sors gyerekkora szűkebb pátriájában, Gjirokastrában, a letűnőben lévő régi, patriarchális világban. A könyvet egyúttal az első albán nyelven megjelent irodalmi munkaként tartják számon, amelynek szerzője nő volt.
Három évvel később, 1944-ben jelentkezett újabb – terjedelmesebb, 302 oldalas – elbeszéléskötetével …Sa u-tunt jeta (’…Hogy inog az élet’) címmel, amellyel már az irodalmi körökben is feltűnést keltett. Még ugyanabban az évben megjelentette harmadik kötetét is Rreth vatrës (’A szív tájékán’) címmel, amelyben visszatért korábbi elbeszéléseinek népies hangvételéhez.
Rrësheni számkivetettsége éveiben 1972-ig írta kéziratát, amelyben az Albán Szociáldemokrata Párt 1943-as megalapításának körülményeiről adott számot, és 2000-ben nyomtatásban is megjelent.

### Főbb művei
- Musine Kokalari: Siç më thotë nënua plakë (’Ahogy idős anyám mondta nekem’). Tiranë: Shtypshkronja Gutenberg. [1941].  80 o
- Musine Kokalari: …Sa u-tunt jeta (’…Hogy inog az élet’). Tiranë: Mesagjeritë Shqiptare. 1944.  302 o
- Musine Kokalari: Rreth vatrës (’A szív tájékán’). Tiranë: Mesagjeritë Shqiptare. 1944.  144 o
- Musine Kokalari: Si lindi Partia Social Demokrate: Artikuj, shkrime, esse dhe kujtime (’Így született a Szociáldemokrata Párt: Cikkek, írások, esszék és emlékezések’). Përg. nga Platon S. Kokalari. Tiranë: Naim Frashëri. 2000.  128 o
- Musine Kokalari: Vepra (’Művek’). Përg. nga Novruz Xh. Sheku. Tiranë: Geer. 2009.
- Musine Kokalari: Mia vita universitaria: Memorie di una scittrice albanese nella Roma fascista (1937–1941) (’Életem az egyetemen: Egy albán írónő emlékei a fasiszta Rómáról’). A cura di Simonetta Ceglie e Mauro Geraci. Roma: Viella. 2016.

## Emlékezete

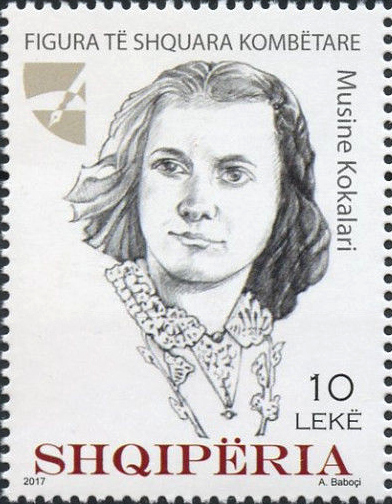
Az Albán Posta bélyege Kokalari születésének centenáriumán, 2017-ben

A visszaemlékezések vonzó, kora Albániájának egyik legműveltebb, legolvasottabb és legemancipáltabb nőjeként említik Kokalarit. Az 1990-es években az albániai közbeszédben felelevenedett az az évtizedekkel korábbi mendemonda, mely szerint Kokalari életének tragikus alakulására az szolgál magyarázatul, hogy korábban kikosarazta a kezét megkérő Enver Hoxhát. Ez ma már bizonyíthatatlan, az állampárti levéltár titkosításának feloldása után mindenesetre kiderült, hogy a korçai tanár, Hoxha és a római egyetemi hallgató, Kokalari az 1930-as években intenzív levelezésben álltak egymással, amely 1939-ben hirtelen megszakadt.
Albánia köztársasági elnöke 1993-ban „a demokrácia vértanúja” posztumusz címet adományozta Musine Kokalarinak. Gjirokastrában, a család Palorto utcai egykori házában életműkiállítást rendeztek be Musine Kokalari tiszteletére. Születésének centenáriumán, 2017-ben rövidfilm jelent meg életéről az Egyesült Királyságban An unsung hero: Musine Kokalari címmel, a bradfordi National Science and Media Museum pedig ugyanezzel a címmel rendezett időszakos emlékkiállítást.